# Kostel svatého Ducha (Krčín)
Kostel svatého Ducha v Krčíně, části Nového Města nad Metují v okrese Náchod, je připomínán koncem 13. století. Není dokonce vyloučeno, že nějaká sakrální stavba mohla na jeho místě stát už v 10. století, v době šíření křesťanství, jedná se zřejmě o nejstarší stavbu na Novoměstsku. Je chráněn jako kulturní památka České republiky.

## Historie
Presbytář kostela pochází z 13. století, stejně jako věž s dřevěným roubením. Některé prvky kostela ukazují na inspiraci cisterciáckým klášterem Svaté Pole z roku 1149. Kostel dal v roce 1815 přestavět majitel panství František Josef z Dietrichsteinu. V podstatě vznikla nová budova. V roce 1876 byl znovu přestavěn a průčelí bylo přebudováno do novorománského slohu.

## Stavba
Stavba kostela je jednolodní, půdorys obdélníkový, presbytář je čtvercový. Stavba má tři opěráky, původní je jihovýchodní. Sakristie je na severní straně.

## Bohoslužby
Bohoslužby se konají v sobotu v 18.30.

## Galerie

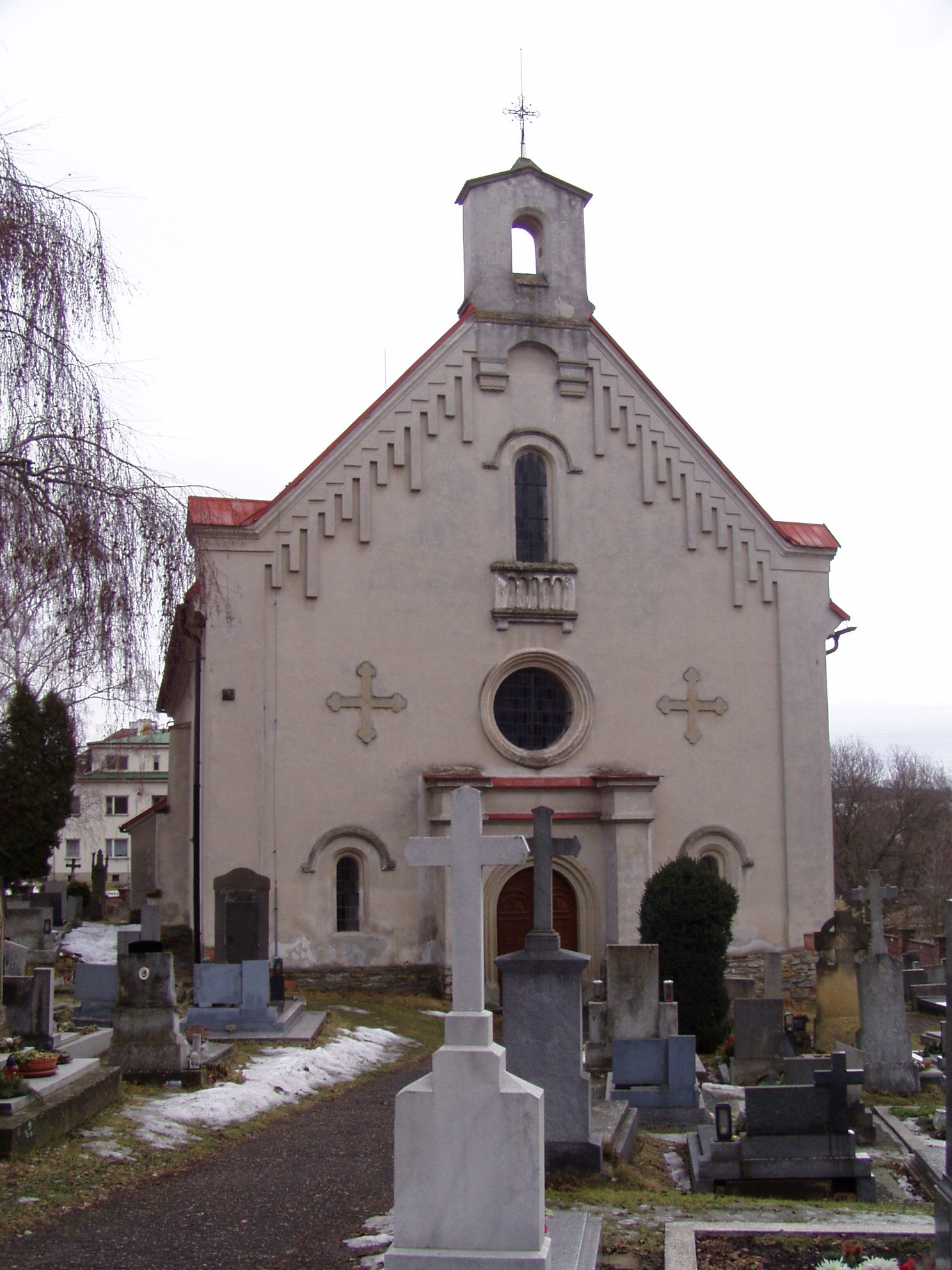
Průčelí
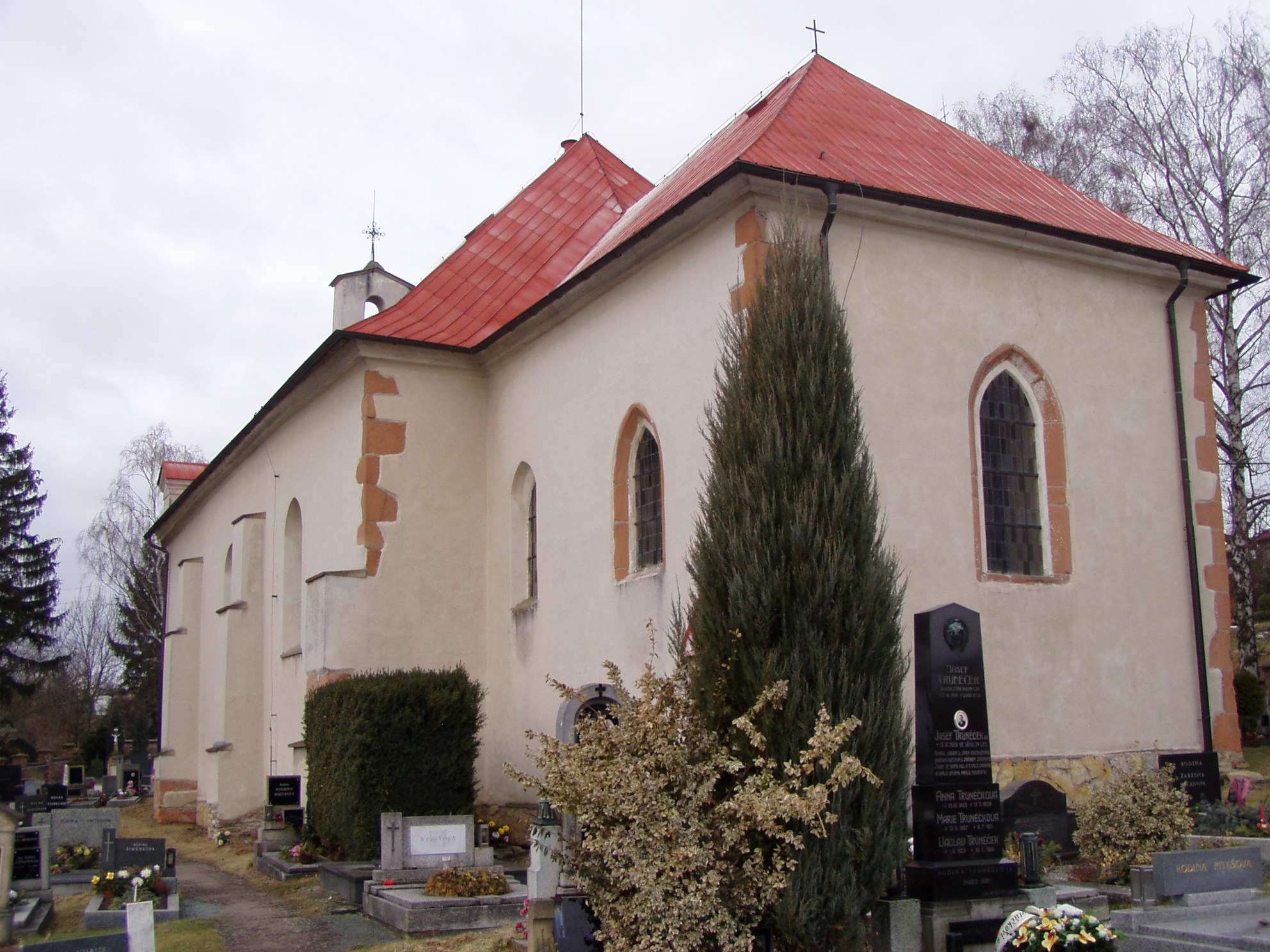
Kostel zezadu
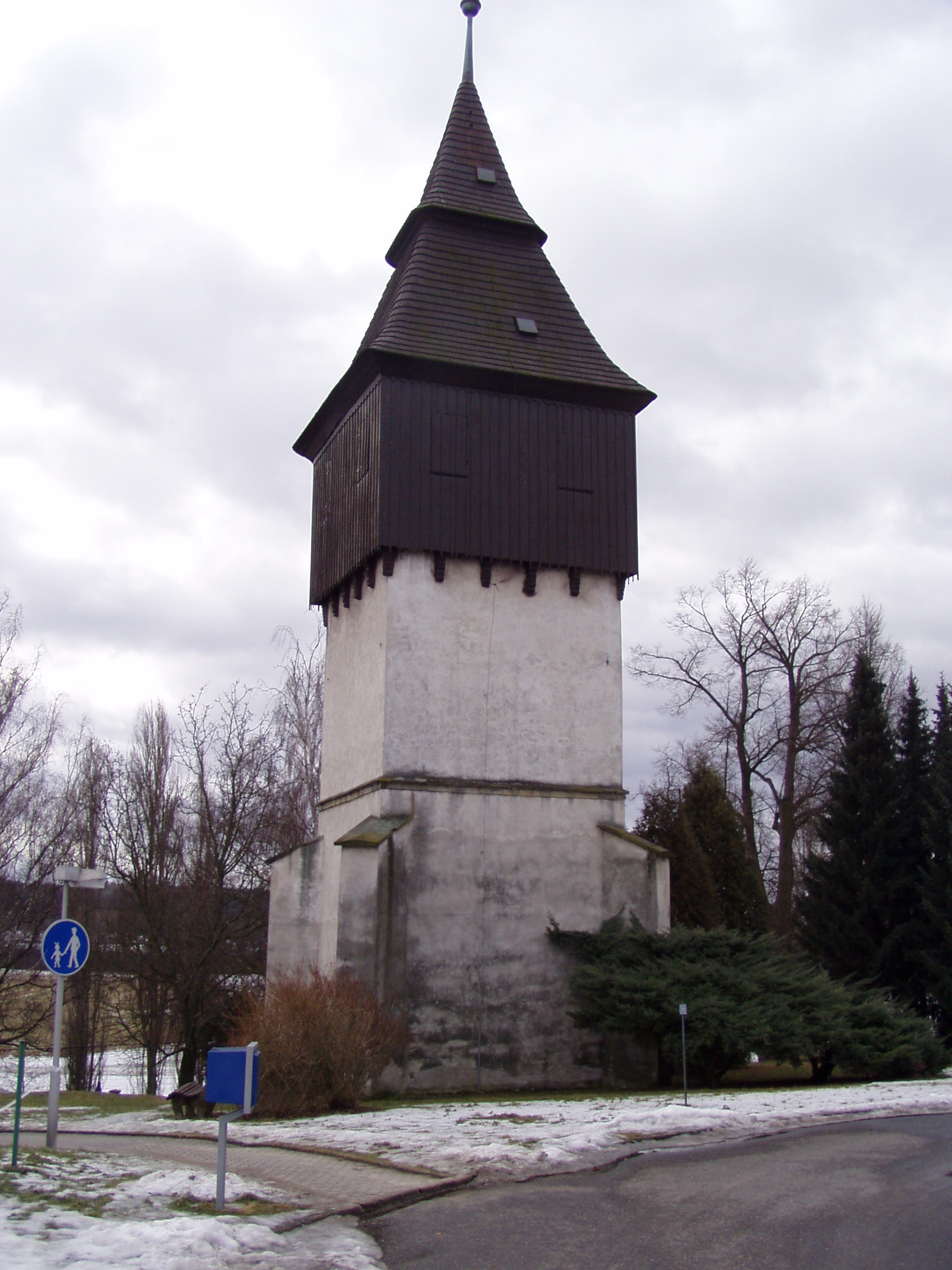
Zvonice
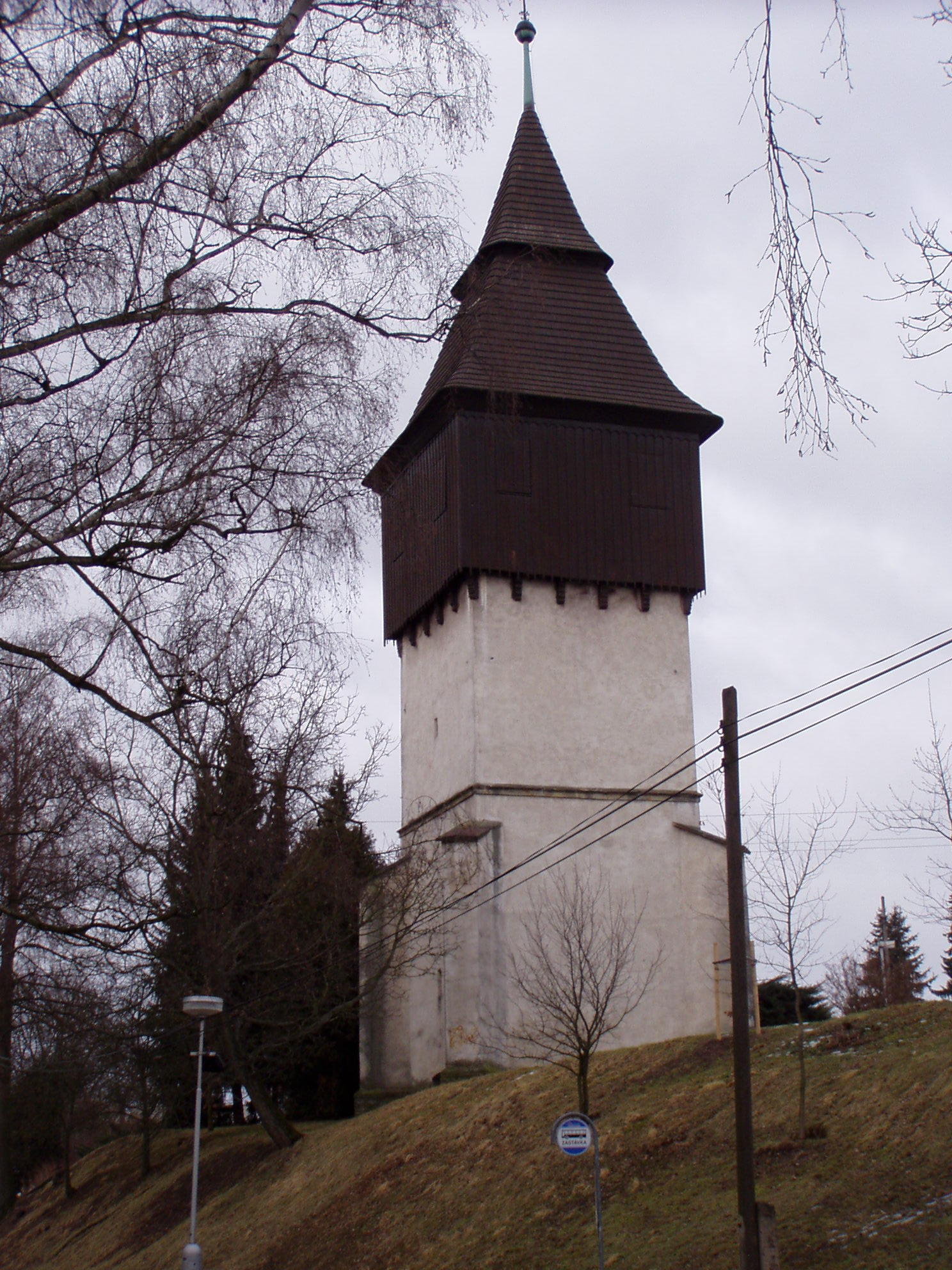
Zvonice